# اوکپورت، مینیسوتا
اوکپورت (به انگلیسی: Oakport) یک منطقهٔ مسکونی در ایالات متحده آمریکا است که در شهرستان کلی، مینه‌سوتا واقع شده‌است. اوکپورت ۷٫۷ کیلومتر مربع مساحت و ۱٬۳۸۷ نفر جمعیت دارد و ۲۷۲ متر بالاتر از سطح دریا واقع شده‌است.